# Daniel
|  | Per a altres significats, vegeu «Daniel (Utah)». |

Daniel (hebreu: דָּנִיּאֵל, Dāniy'el‎, ‘Déu jutja’, ‘Déu és el meu jutge’; siríac: ܕܢܝܐܝܠ, Daniyel;; àrab: دانيال, Dāniyāl; grec antic: Δανιήλ, Daniél) és el personatge principal del Llibre de Daniel. Segons la Bíblia hebrea, Daniel era un jove jueu noble de Jerusalem portat en captivitat per Nabucodonosor II de Babilònia, servint el rei i els seus successors amb lleialtat i habilitat fins a l'època del conqueridor persa Cir, tot mantenint fidelitat al Déu d'Israel. Si bé els estudiosos conservadors sostenen que Daniel va existir i el seu llibre va ser escrit al segle VI aC, la majoria dels estudiosos estan d'acord que Daniel no és una figura històrica i que el llibre és una al·lusió críptica al regnat del Segle II aC El rei hel·lenístic Antíoc IV Epífanes.
Sis ciutats reclamen la Tomba de Daniel, la més famosa és la de Susa, al sud de l'Iran, en un lloc conegut com Shush-e Daniyal. No és un profeta en el judaisme, però els rabins el consideraven el membre més distingit de la diàspora babilònica, insuperable en pietat i bones accions, ferm en la seva adhesió a la Llei tot i estar envoltat d'enemics que van buscar la seva ruïna, i durant els primers segles després de Crist van escriure les nombroses llegendes que havien crescut al voltant del seu nom. Se'l considera un profeta en el cristianisme, i encara que no s'esmenta a l'Alcorà, les fonts musulmanes el descriuen com un profeta.

## Context

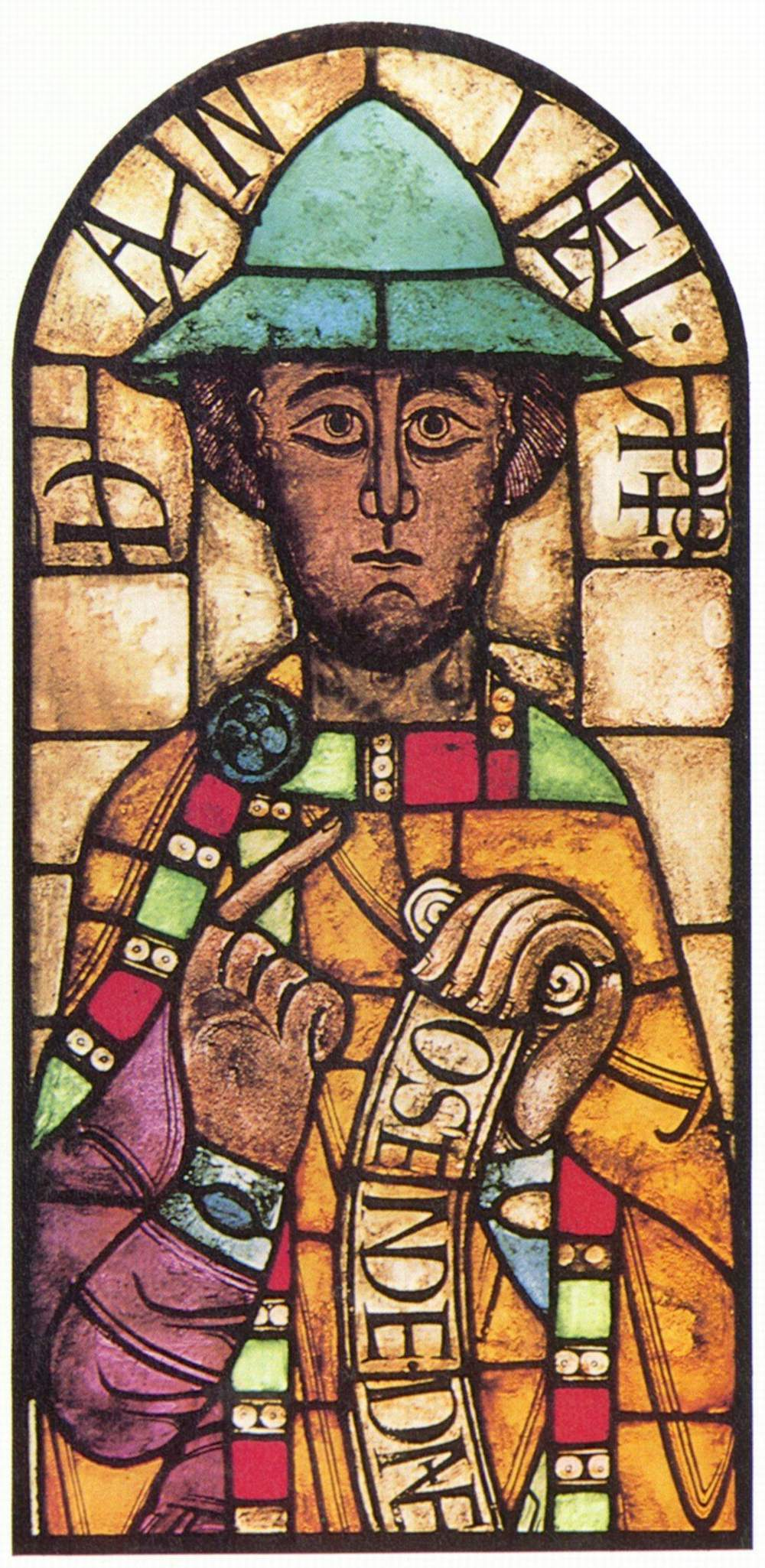
Vitrall, s. XII (Catedral d'Augsburg)

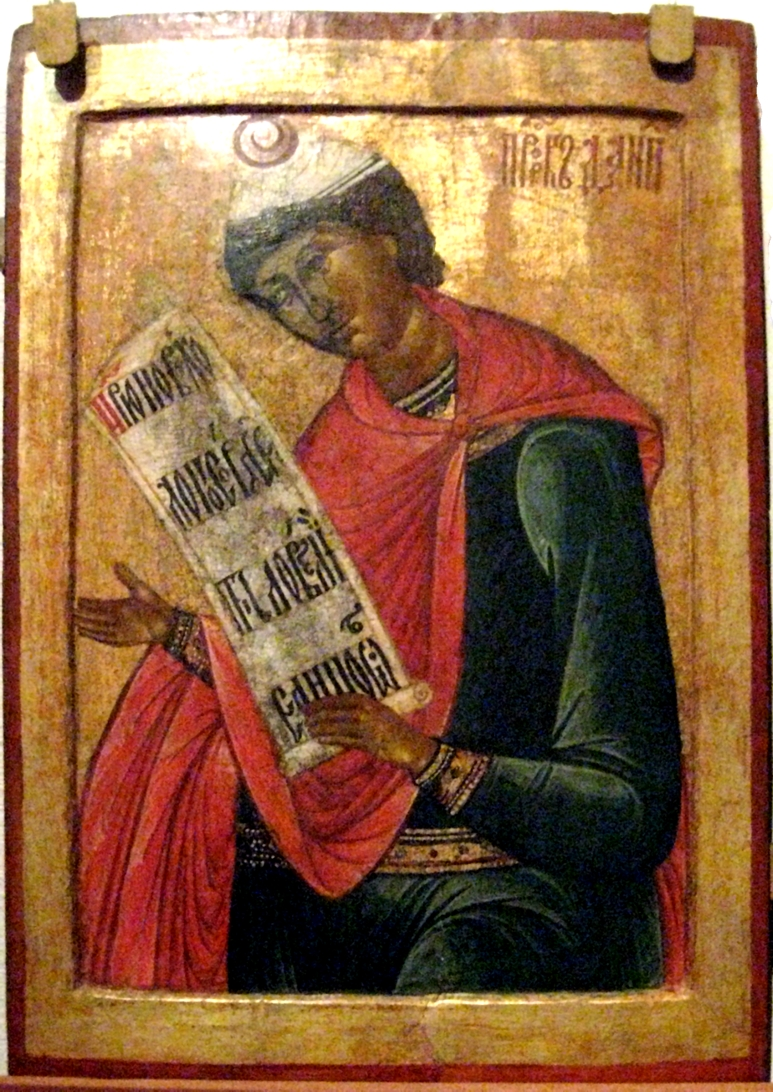
Icona russa del s. XVII (Kirillo-Belozersk)

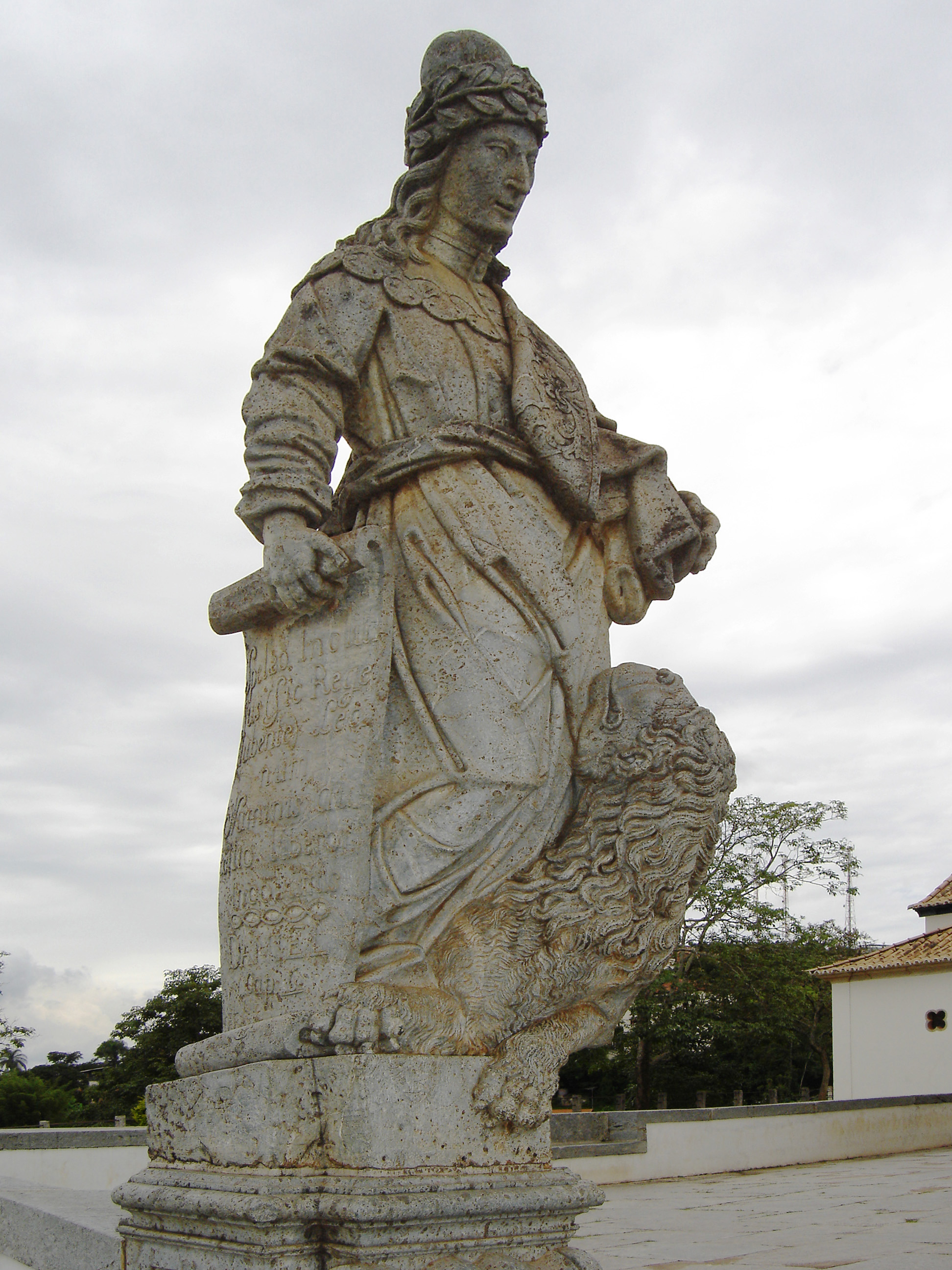
Estàtua de l'Aleijadinho, s. XVIII (Congohas do Campo, Brasil)

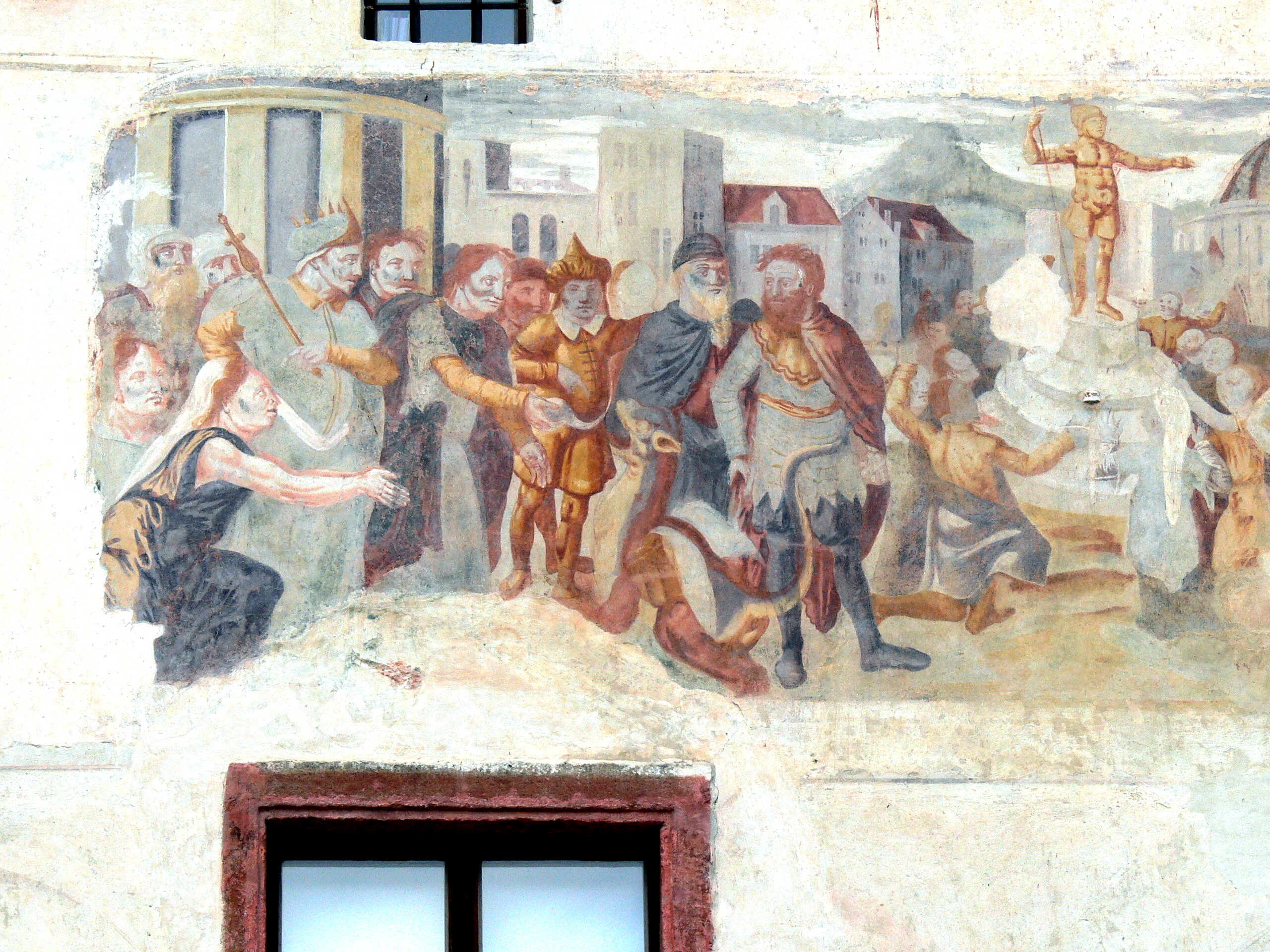
Daniel mata el drac de Bel, i l'estàtua d'or del rei; fresc de 1580 (castell de Parz, Àustria)

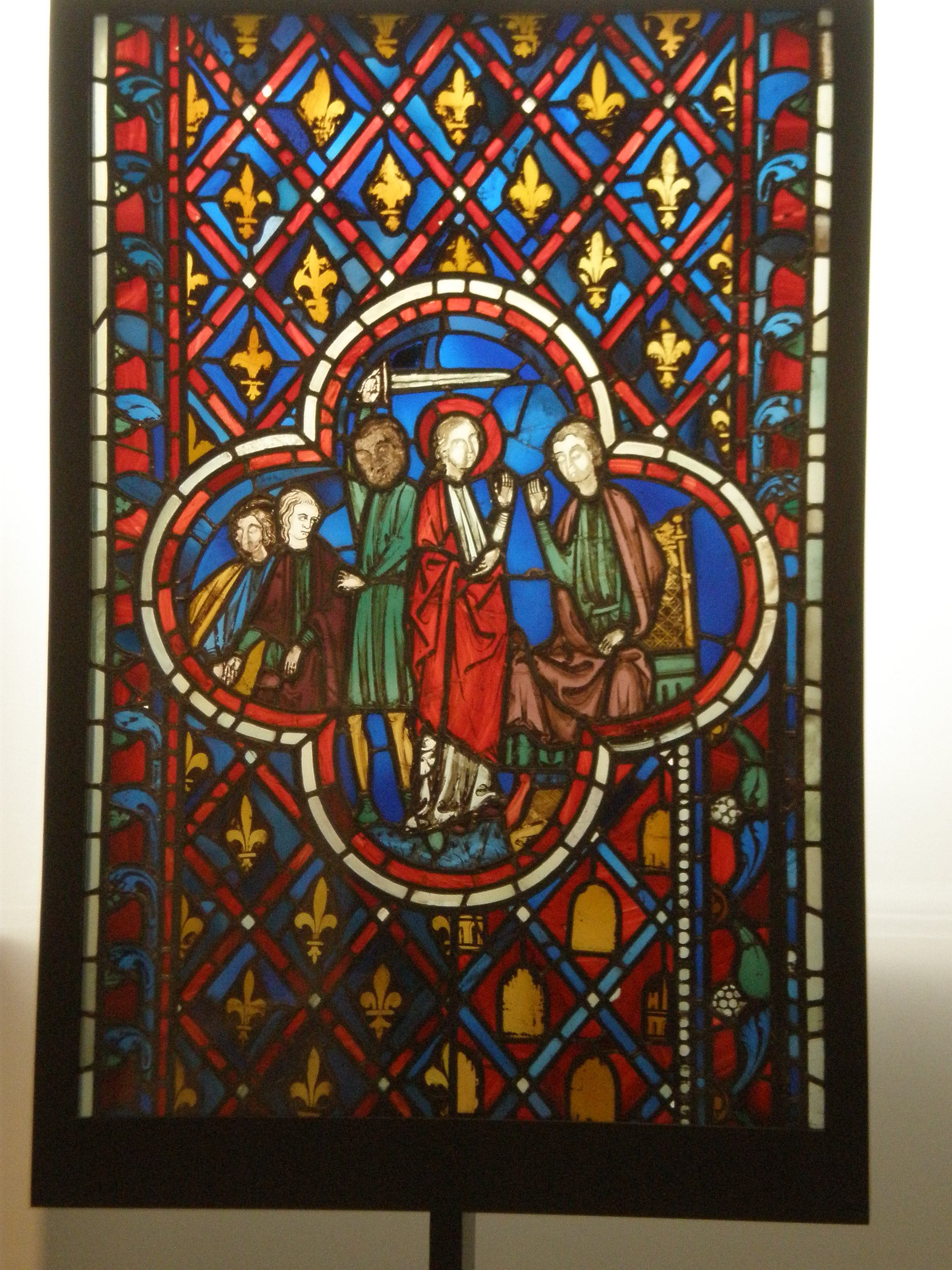
Representació de vitralls de Daniel intercedint davant Arioc, comandant de la guàrdia del rei, al qual se li va ordenar executar els savis babilònics després que no poguessin interpretar el somni de Nabucodonosor.

El nom de Daniel significa "Déu (El) és el meu jutge". Si bé el Daniel més conegut és l'heroi del Llibre de Daniel que interpreta els somnis i rep visions apocalíptiques, la Bíblia també esmenta breument altres tres individus amb aquest nom:
1. El Llibre d'Ezequiel (14:14, 14:20 i 28:3) es refereix a un Daniel llegendari famós per la saviesa i la rectitud. Al vers 14:14, Ezequiel diu de la terra pecadora d'Israel que "fins i tot si aquests tres, Noè, Daniel i Job, hi fossin, només salvarien la seva pròpia vida per la seva justícia". Al capítol 28, Ezequiel es burla del rei de Tir, preguntant retòricament: "Ets més savi que Daniel?".[5] L'autor del Llibre de Daniel sembla haver pres aquesta figura llegendària, coneguda per la seva saviesa, com a personatge humà central.[11]
2. El Llibre d'Esdres (8:2) esmenta un sacerdot anomenat Daniel que va anar de Babilònia a Jerusalem amb Esdres.[5]
3. El primer llibre de les Cròniques (3:1) esmenta un fill de David que s'anomena Daniel.

Daniel (Dn'il, o Danel) és també el nom d'una figura de la llegenda Aqhat d'Ugarit. (Ugarit era una ciutat cananea destruïda cap al 1200 aC; la tauleta que conté la història està datada cap al 1360 aC.) Aquest llegendari Daniel és conegut per la seva justícia i saviesa i per ser un seguidor del déu El (d'aquí el seu nom), que va donar a conèixer la seva voluntat a través de somnis i visions. És poc probable que Ezequiel conegués la llegenda cananea molt més antiga, però sembla raonable suposar que hi ha alguna connexió entre ambdues, potser algun text intermedi. Els autors dels contes de la primera meitat del Llibre de Daniel probablement tampoc no coneixien el Daniel ugarític i van prendre el nom del seu heroi d'Ezequiel; l'autor de les visions de la segona meitat al seu torn va agafar el nom del seu heroi dels contes.

## Hagiografia

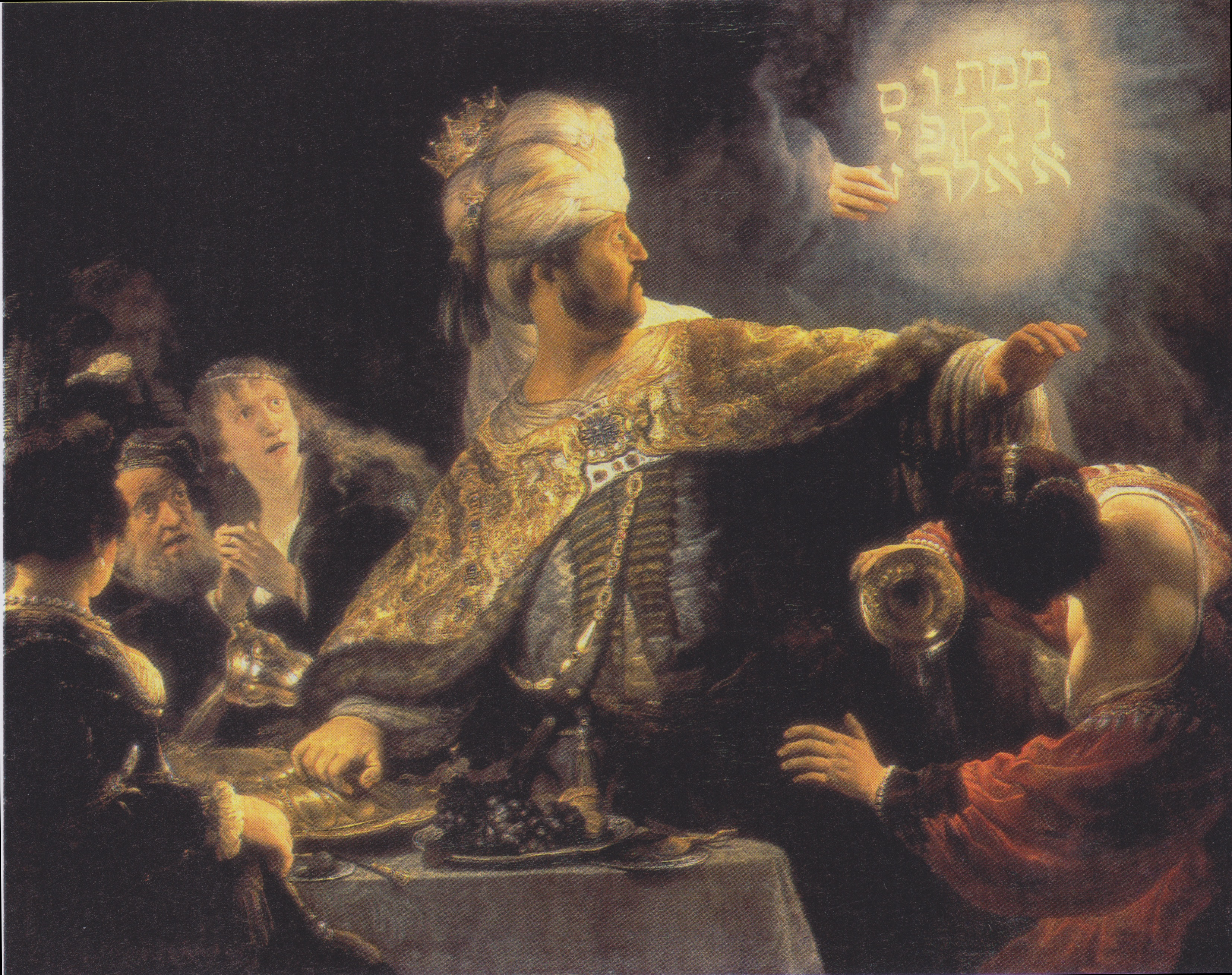
El banquet de Baltasar de Rembrandt, ca. 1635 (Londres, National Gallery)

Daniel era d'una noble família hebrea del Regne de Judà i era adolescent quan va marxar a l'exili a Babilònia després de la caiguda de Jerusalem (587 aC). Per la seva saviesa va guanyar la confiança del rei Nabucodonosor II i esdevingué funcionari a la cort i intèrpret dels somnis del rei. La reputació que hi va tenir li permeté de continuar la seva activitat quan els medes i els perses van conquerir la ciutat el 539 aC. El rei persa Darios I l'apreciava pels seus consells, però els seus enemics el van fer caure en desgràcia i el rei el va fer llençar a una fossa amb lleons famolencs. Fidel i confiant en Déu, Daniel va sobreviure, ja que els lleons van restar mansos i no l'atacaren, i Darius el perdonà.

### Llegenda de la casta Susanna
Encara jove, va tenir una intervenció decisiva en un procés judicial. Susanna, bella jove, havia estat acusada d'adulteri per dos ancians de la comunitat jueva exiliada. Daniel la va defensar i va provar-ne la innocència i que eren els acusats que l'havien assetjat quan la van trobar banyant-se en un estany i que, en rebutjar-los ella, l'havien calumniat per no haver accedit als seus desitjos.

### Formació a la cort
Nabucodonosor II va escollir un grup de joves hebreu perquè ocupessin llocs a la cort; van ésser Daniel, Hananies, Misael i Azaries, que van ésser confiats a Aspenaç, cap dels eunucs. Van aprendre les llengües i cultura assírio-babilòniques. Això fa que rebin també noms acadis; Daniel és anomenat Beltsasar o Baltasar (Balâtsu-usur, "Bel protegeix el rei"), i els altres, Xadrac, Mexac i Abednego. Vivien al palau reial i la tradició jueva diu que també van ésser eunucs, tot i que això no pot saber-se del cert. Mantenien, però, la seva fe jueva i les pràctiques de la religió. Acabada la seva formació, Nabudocodonosor trobà que eren millors i més savis que els màgics i astròlegs del seu regne.

### Interpretació dels somnis
Al segon any del regnat (o dotzè, segons els historiadors), el rei va tenir un somni que el va preocupar; va demanar-ne la interpretació als augurs i astròlegs, però el rei no recordava el somni i només en sentia el neguit. Ningú no li sabia resoldre el problema i el rei va ordenar que els matessin a tots, però Daniel, a qui no s'havia demanat parer, va demanar un termini de temps per pregar. Els jueus van pregar Déu i van tenir una visió en somnis que els revelà el somni del rei, i l'endemà li explicaren i l'interpretaren.
Aquest fet va fer que Daniel fos reconegut i nomenat governador de Babilònia i cap dels savis, provocant, però, l'enveja dels altres savis.

### Llegenda del forn ardent
En aquest període es dona l'episodi de l'ídol d'or (Daniel, cap. 3). Nabucodonosor s'havia erigit una estàtua d'or (o al deu de la saviesa Nabu) i decretà que tothom li retés culte quan els instruments toquessin, sota pena de mort. Els joves jueus Hananies, Misael i Azaries no van fer-ho i van ésser condemnats, ja que van negar-se a fer-ho: deien que si eren llençats al forn ardent, que era la pena prescrita, Déu els salvaria. Nabucodonosor els va fer entrar al forn, que era tan calent que els soldats que s'hi aproparen moriren. Els tres joves entraren, però quan miraren si eren morts els veieren al mig de les flames, amb una altra persona, el Fill de Déu que els protegia, i cantant càntics al Senyor. Nabucodonosor els feu sortir del forn, sense cap mal, i s'hi adreçà com a "servents del Déu més alt".

### Banquet de Belsasar
Daniel i els joves van continuar amb els seus càrrecs a la mort del rei i durant el regnat de Belsasar. El sobirà celebrava un gran banquet amb els nobles quan va demanar els vasos sagrats que havien estat portats del Temple de Jerusalem per beure en ells. Davant aquest sacrilegi, va aparèixer de sobte una mà espectral que va escriure una frase a la paret i desaparegué. Ningú no sabia interpretar la frase, llevat de Daniel. Aquest va censurar l'actitud del rei i va condemnar la seva blasfèmia, i va desxifrar l'escrit arameu que deia:
| « | מנא,מנא, תקל, ופרסין (Mene, Mene, Tekel u-Pharsin) | » |

Les tres paraules són mesures de monedes: la mina, el sicle i la mitja mina, respectivament. La interpretació (Daniel 5, 25–28) era que Déu havia posat un nombre als dies del seu regnat i se n'apropava la fi (mene), que el rei havia estat pesat a la balança i no donava el pes (tekel), i que el regne seria dividit i donat a perses i medes (peres). S'anunciava, doncs, la imminent caiguda de Babilònia a mans dels perses; aquella mateixa nit, l'exèrcit de Darius el Mede (potser Cir el Gran o un altre rei desconegut) va prendre la ciutat.

### Daniel a la fossa dels lleons
El nou rei persa, l'anomenat Darius el Mede va mantenir Daniel a la cort. Altres cortesans, però, van conjurar contra ell i el van acusar d'ofendre al rei. Van aprofitar un edicte que prohibia qualsevol petició a déus o homes, llevat del sobirà, durant un mes; com que Daniel pregava a Déu cada dia, va ésser acusat i condemnat a morir a una fossa amb lleons famolencs.
Quan van anar l'endemà, Daniel era viu amb els lleons que, amansits, li llepaven les mans. Darius va fer treure el profeta i, entenent la falsa acusació, va fer llençar a la fossa els acusadors, que van ésser devorats per les bèsties.

### Mort
No hi ha textos que expliquin la mort del profeta, ni si va romandre a Mesopotàmia, com sembla. Segons els relats bíblics, moriria ja molt gran, cap al 536 aC o 530 aC. La tradició islàmica diu que és enterrat a Susa (Iran), per la qual cosa sembla haver-hi mort. Altres tradicions en situen l'enterrament a la mateixa Babilònia.

## Veneració
L'Església Ortodoxa celebra la festa de Daniel el 17 de desembre, amb la d'Hananies, Azaries i Misael, els tres joves que lloaven Déu al forn. Igualment, també són celebrats el Diumenge dels Sants Pares Precursors (diumenge entre l'11 i el 17 de desembre) i el diumenge d'abans de Nadal. L'Església catòlica el recorda el 21 de juliol.
És commemorat com a profeta al calendari de l'església luterana de Missouri el 17 de desembre, i a l'església copta, el 23 de Baramhat.

### Tomba de Daniel
Almenys sis llocs es disputen l'enterrament del profeta. El de més anomenada és Susa (Iran) on una tradició musulmana, ja amb testimonis al segle vii i compartida pels jueus, diu que va ésser sebollit. Hi ha un popular santuari reedificat al segle xix, amb una torre cònica de guix i dos minarets, i la tomba que és lloc de pelegrinatge.
Babilònia (actual Iraq), és, segons el Martirologi romà, el lloc on es va enterrar, en una cripta reial. No hi ha, però, cap testimoni que ho pugui provar.
Kirkuk (Kurdistan, Iraq) té una tomba atribuïda a Daniel, avui en una mesquita que abans havia estat temple cristià i abans jueu. També hi ha les suposades tombes d'Hananies, Azaries i Misael. A Samarcanda (Uzbekistán), hi ha una altra tomba del profeta, que Tamerlà hi hauria fet traslladar des de Síria o la Meca com a talismà. Hi ha una deu d'aigua amb propietats guaridores, segons la tradició.
A Muqdadiyah (Iraq), una tradicional tomba de Daniel fou destruïda el 2007 durant un bombardeig al santuari, amb un cúpula verda. Finalment, a Mala Amir (Kurdistan) també consta una tomba que s'hi atribueix.

## Galeria

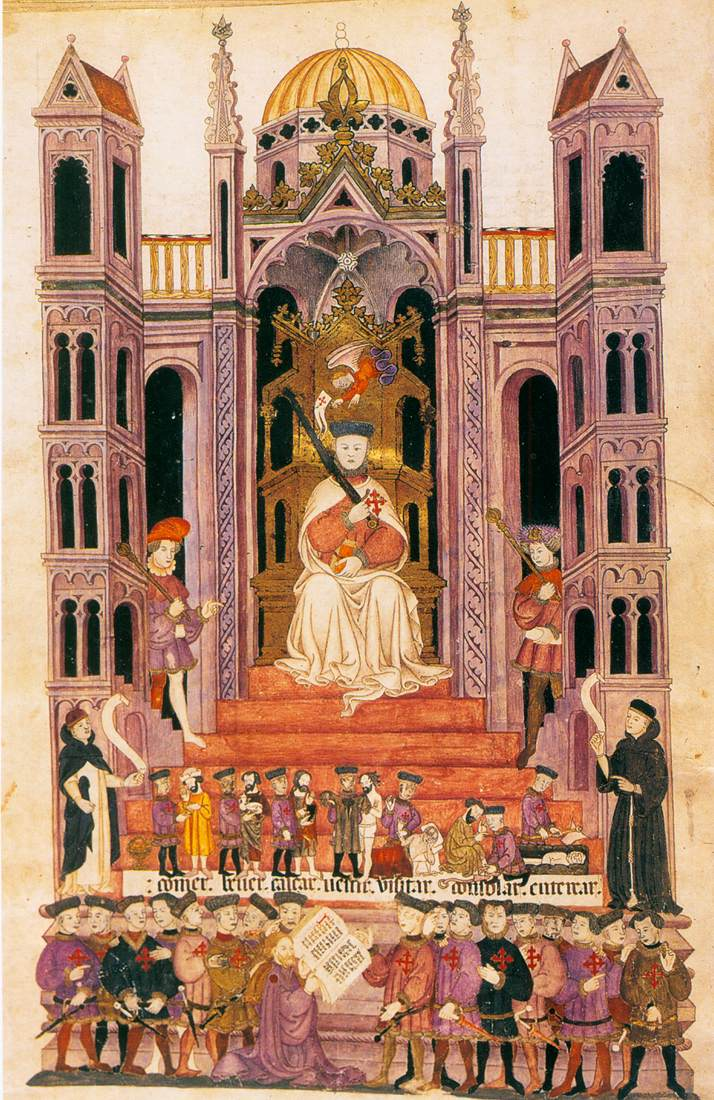
Banquet de Baltasar a la Bíblia dels Alba, s. XV
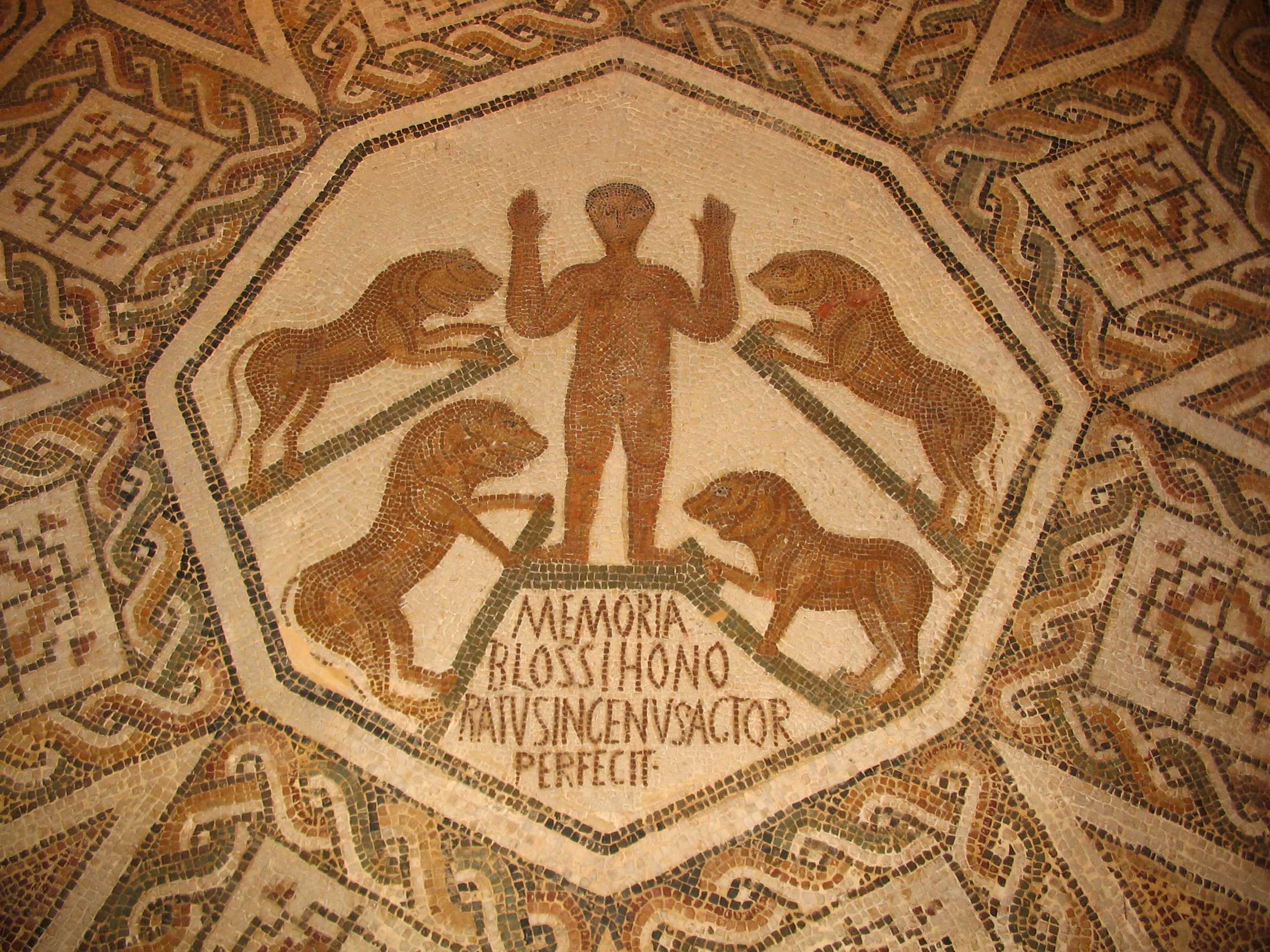
Daniel i els lleons, mosaic tardoromà (Tunis, Museu del Bard)
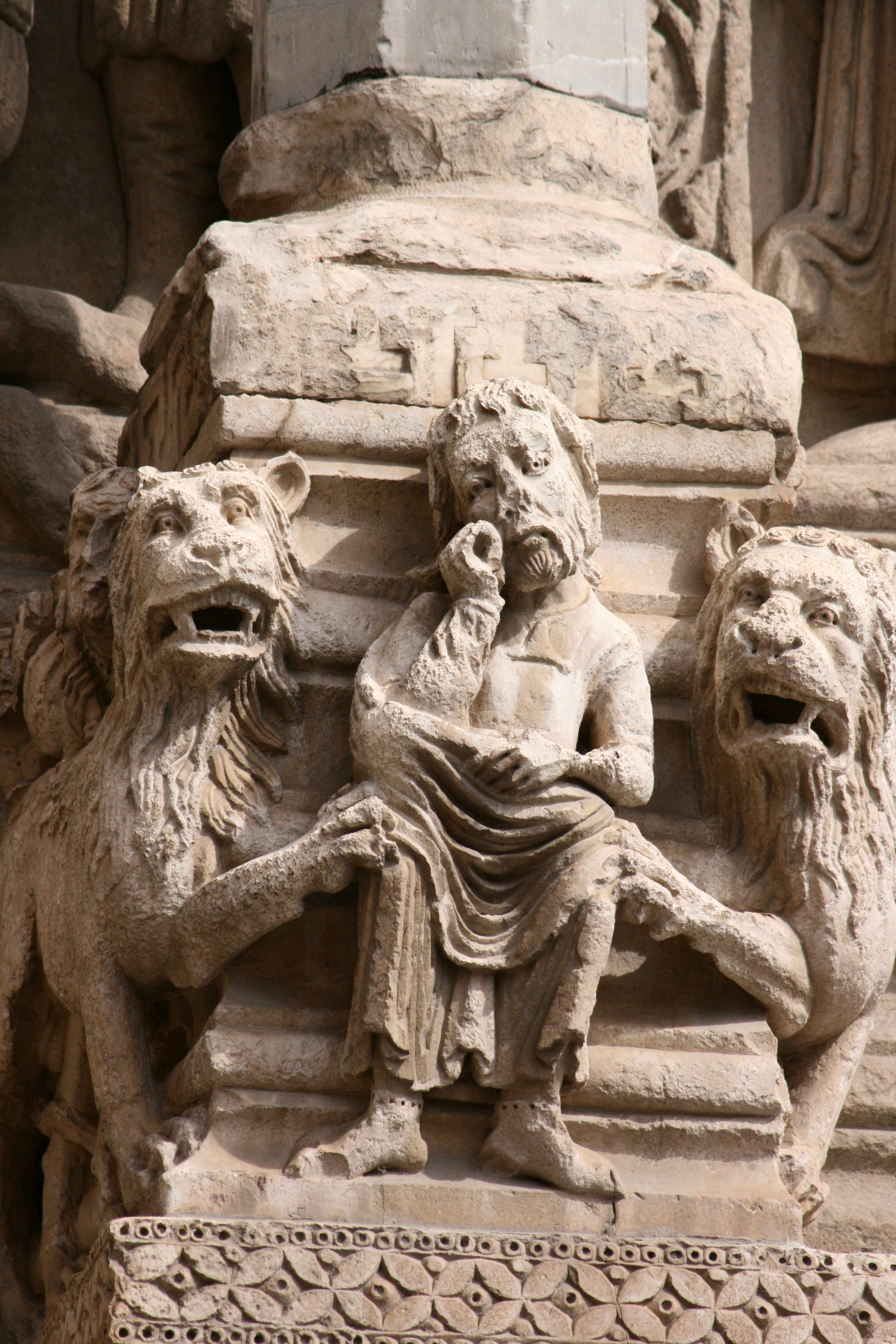
Relleu romànic, s. XI (Arle, Sant Tròfim)
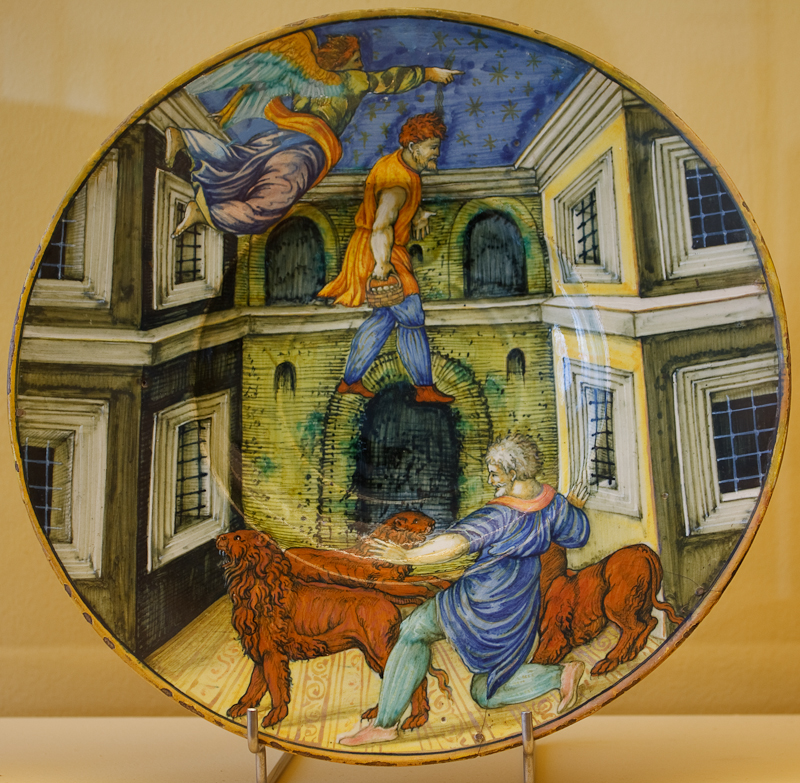
Maiòlica del taller de Francesco Xanto Avelli, 1535 (Amsterdam, Rijswijk)
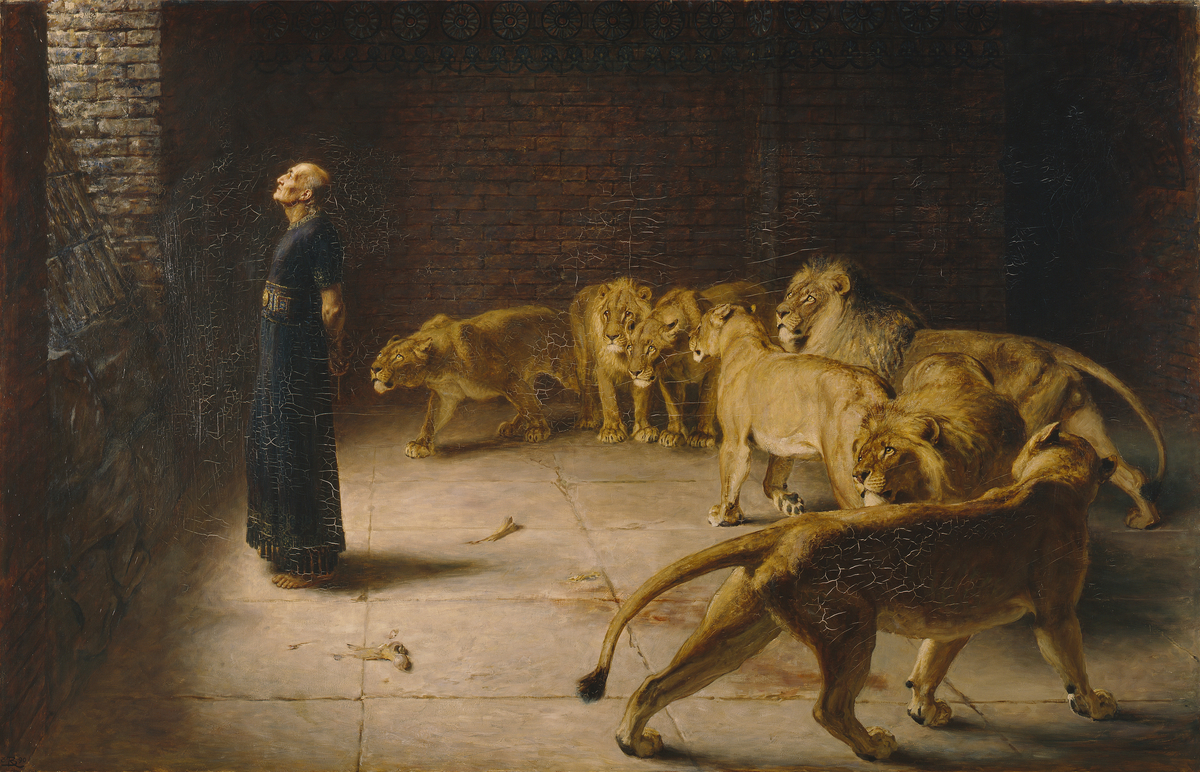
Resposta de Daniel al rei per Briton Rivière, 1890 (Manchester City Art Gallery)
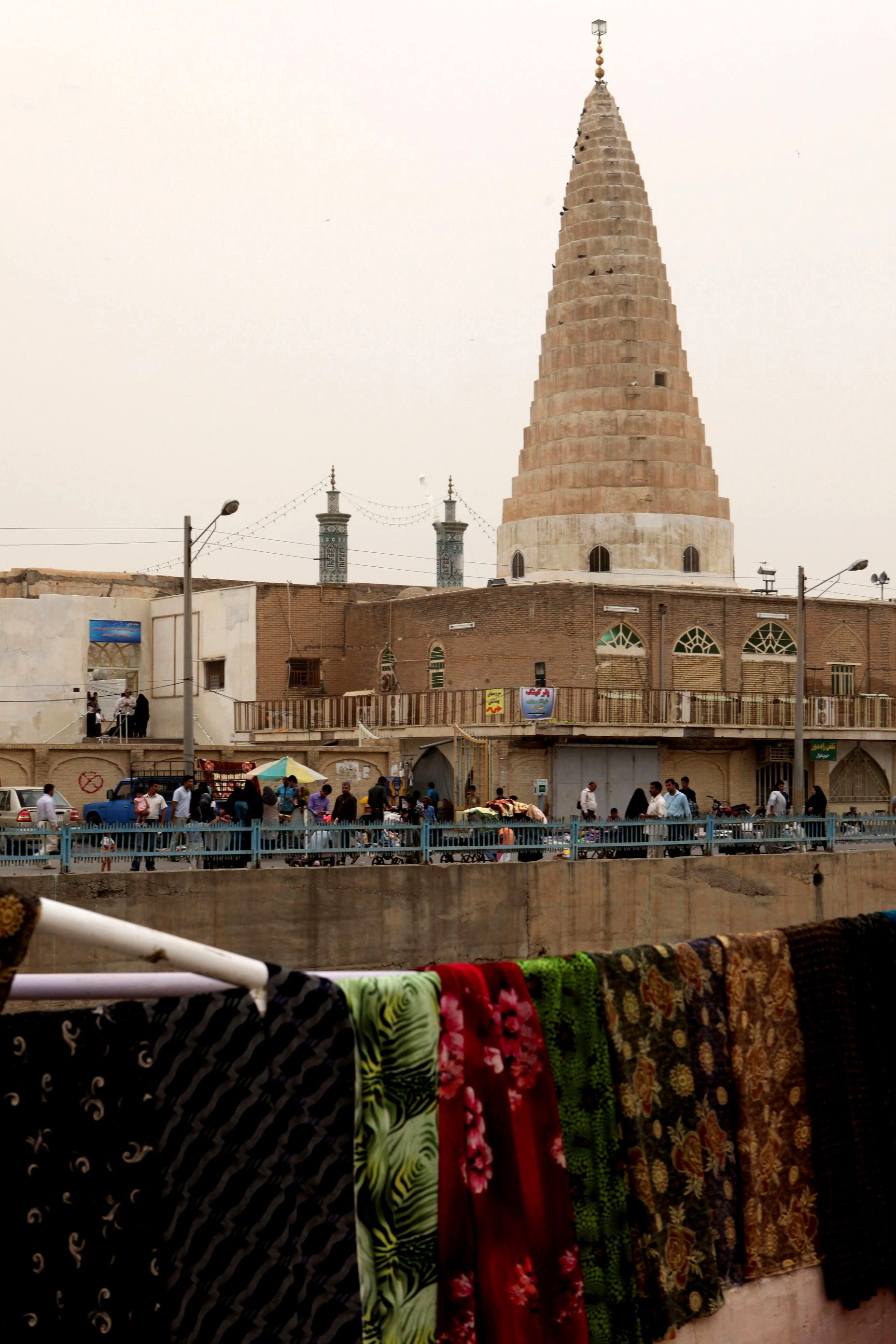
Tomba de Daniel a Susa
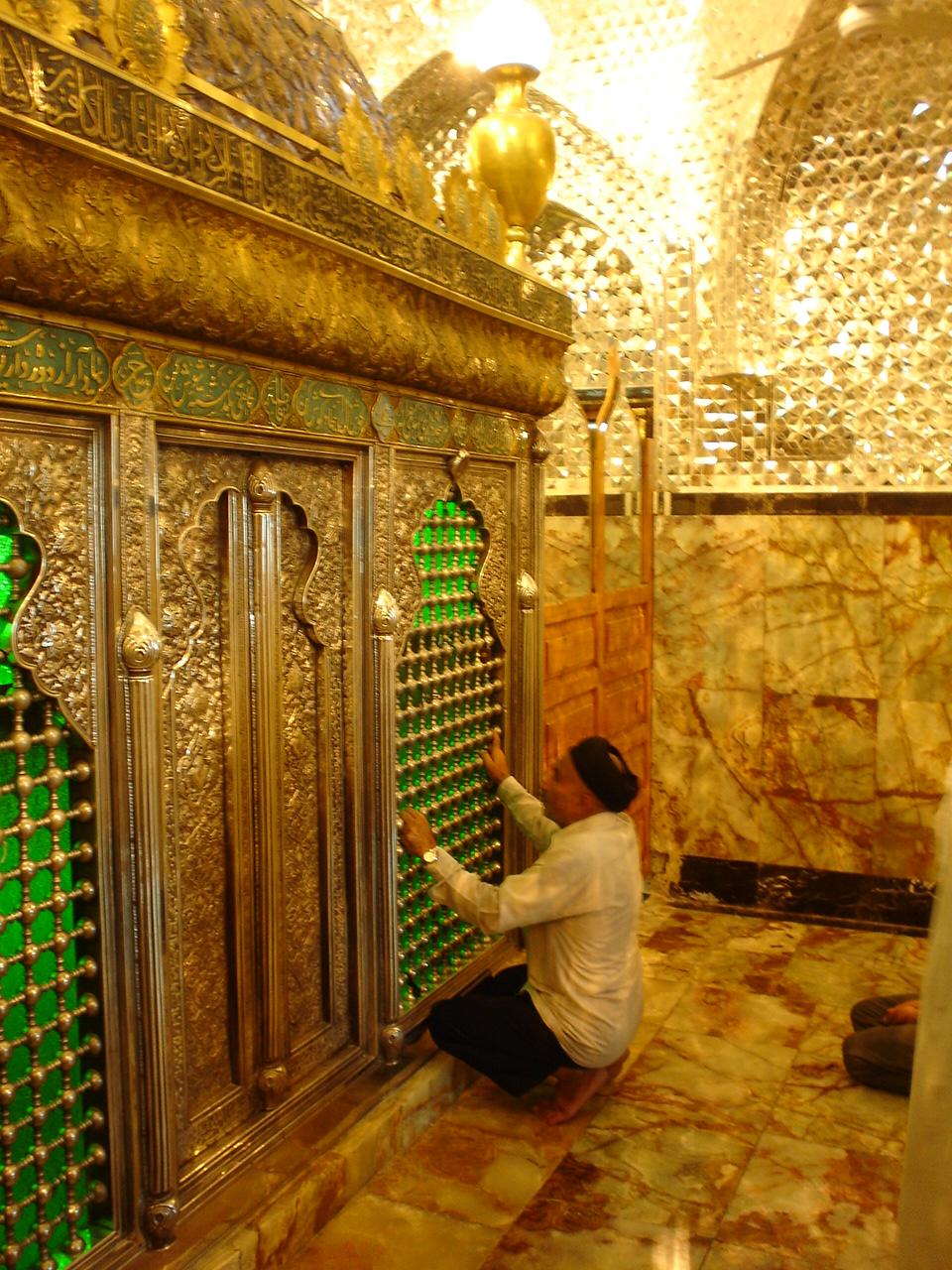
Interior de la tomba de Daniel a Susa
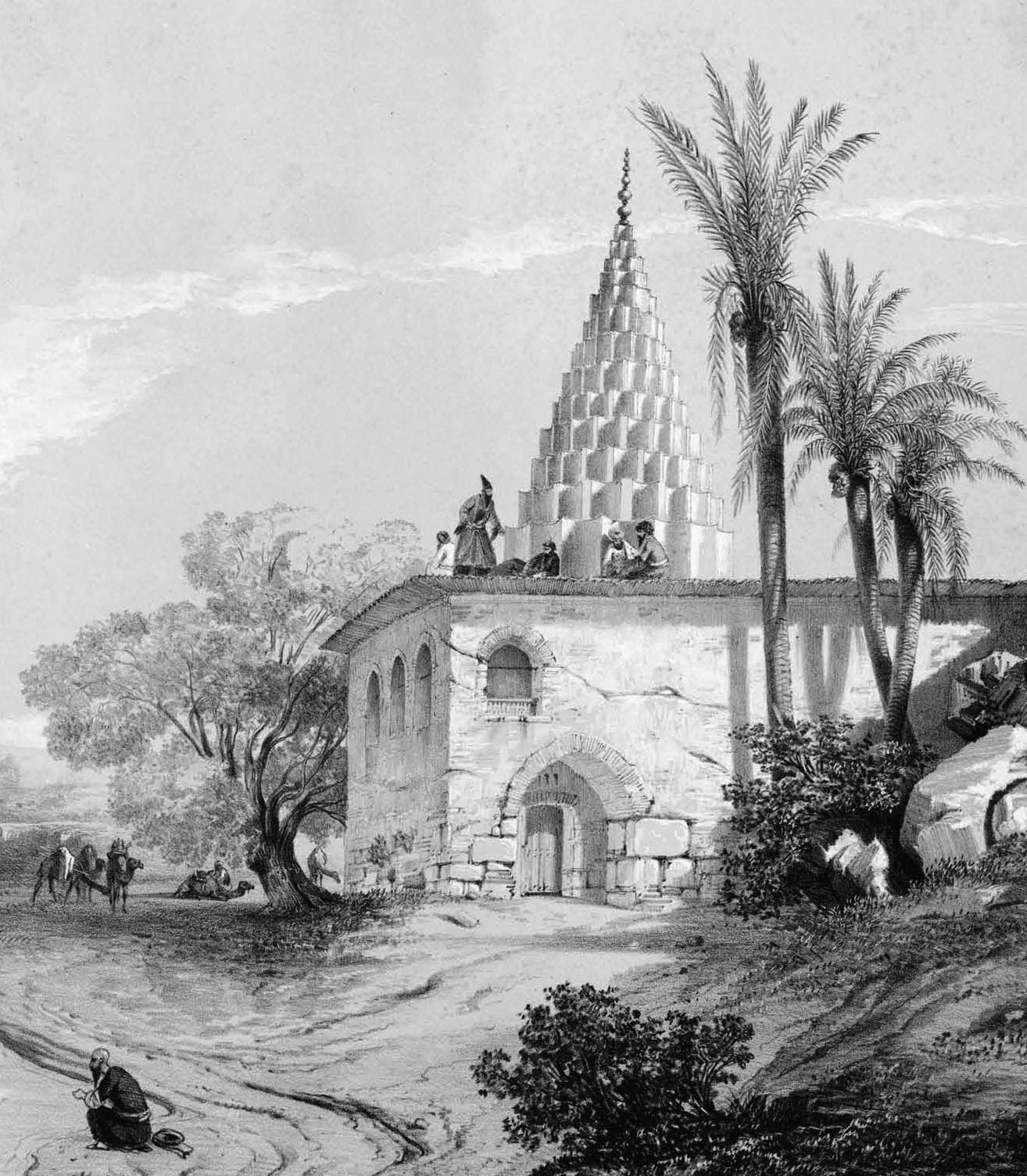
Gravat del s. XIX amb la tomba de Susa
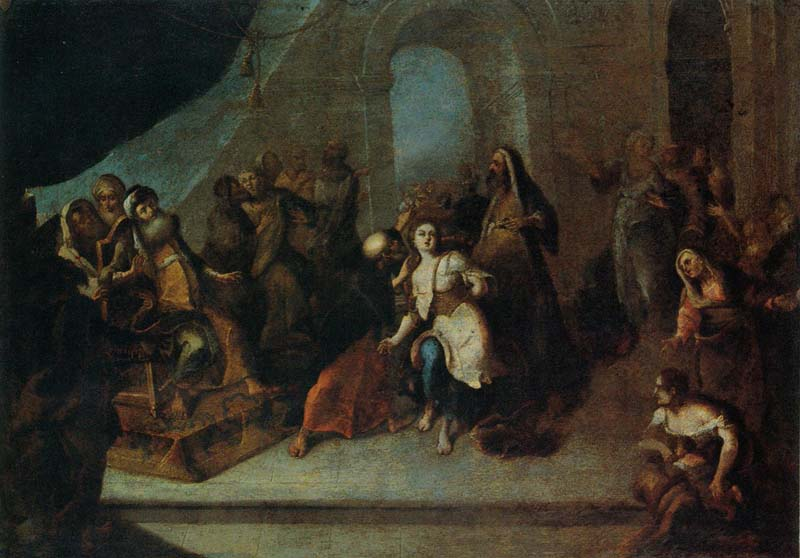
Judici de Susanna, per Frans Francken, s. XVII (Irkutsk Museum)
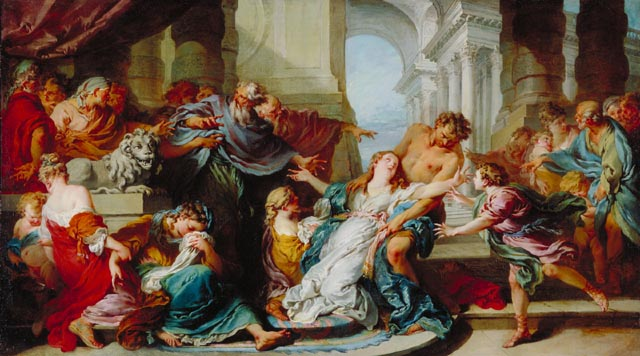
Judici de Susanna, per François Boucher, 1721 (National Gallery of Canada)
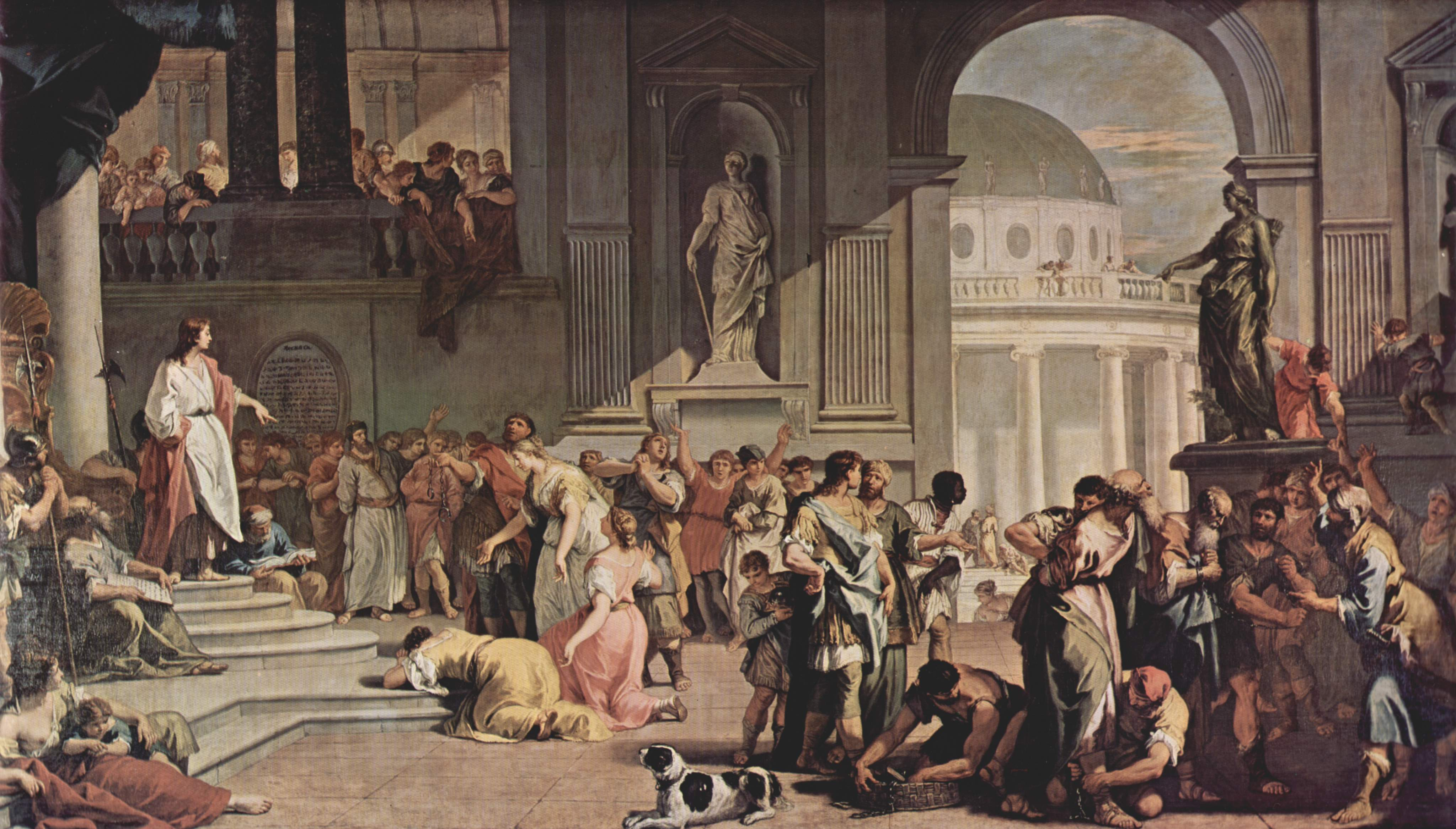
Judici de Susanna, per Sebastiano Ricci, 1725 (Torí, Galleria Sabauda)
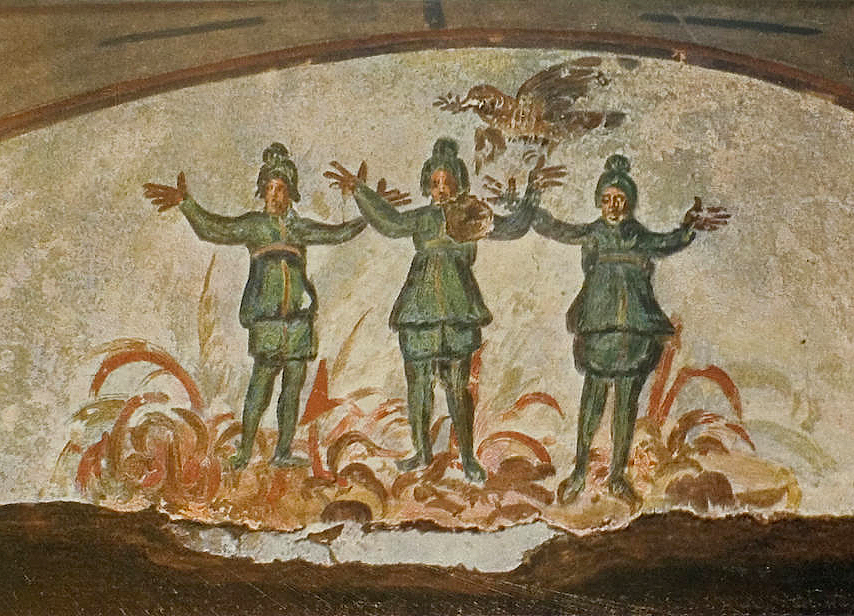
Fresc a les catacumbes de Priscil·la, s. III
L'àngel protegeix els joves al forn, s. XII-XIII (Capadòcia, Església Fosca)
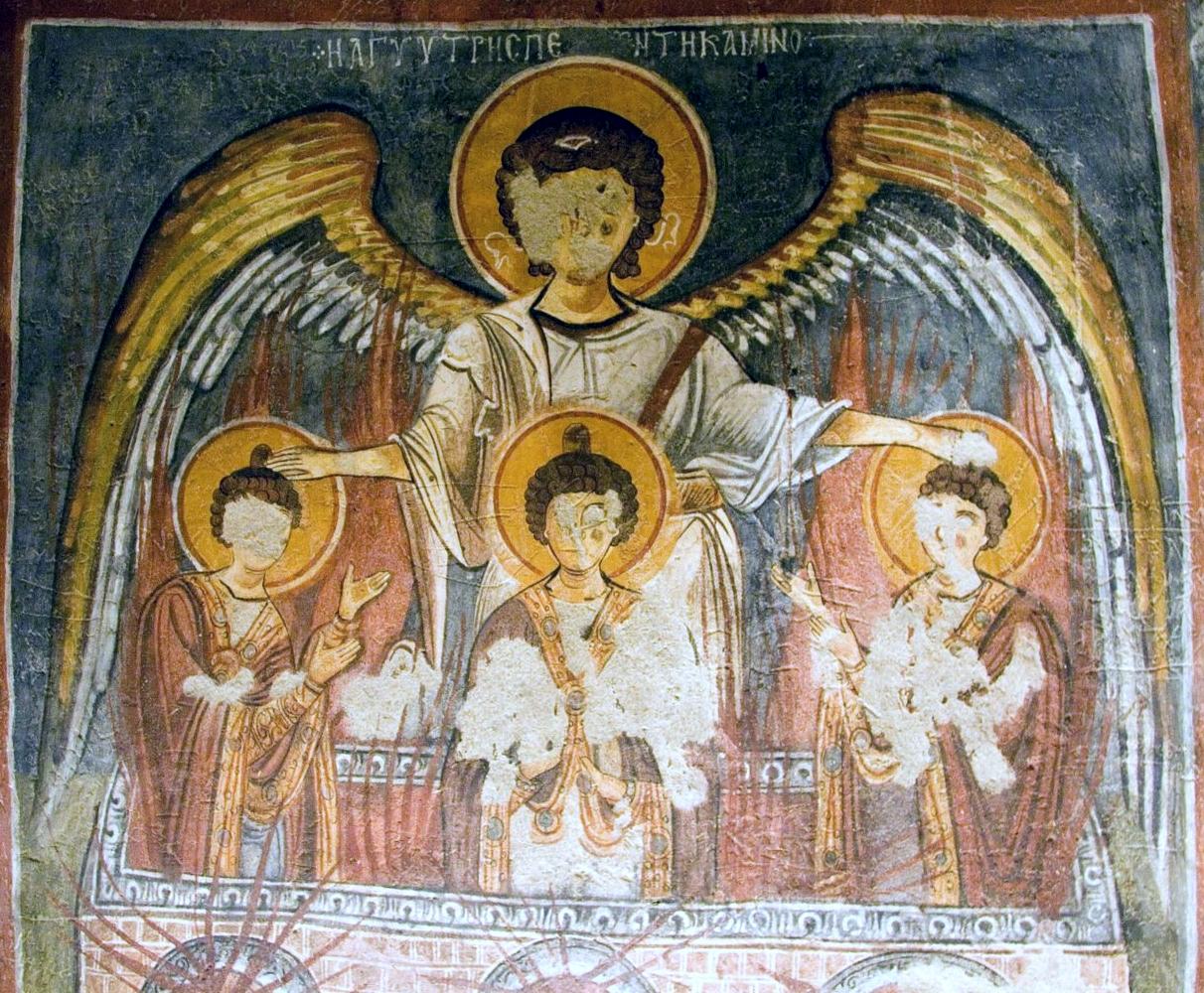
L'àngel protegeix els joves al forn, s. XII-XIII (Capadòcia, Església Fosca)
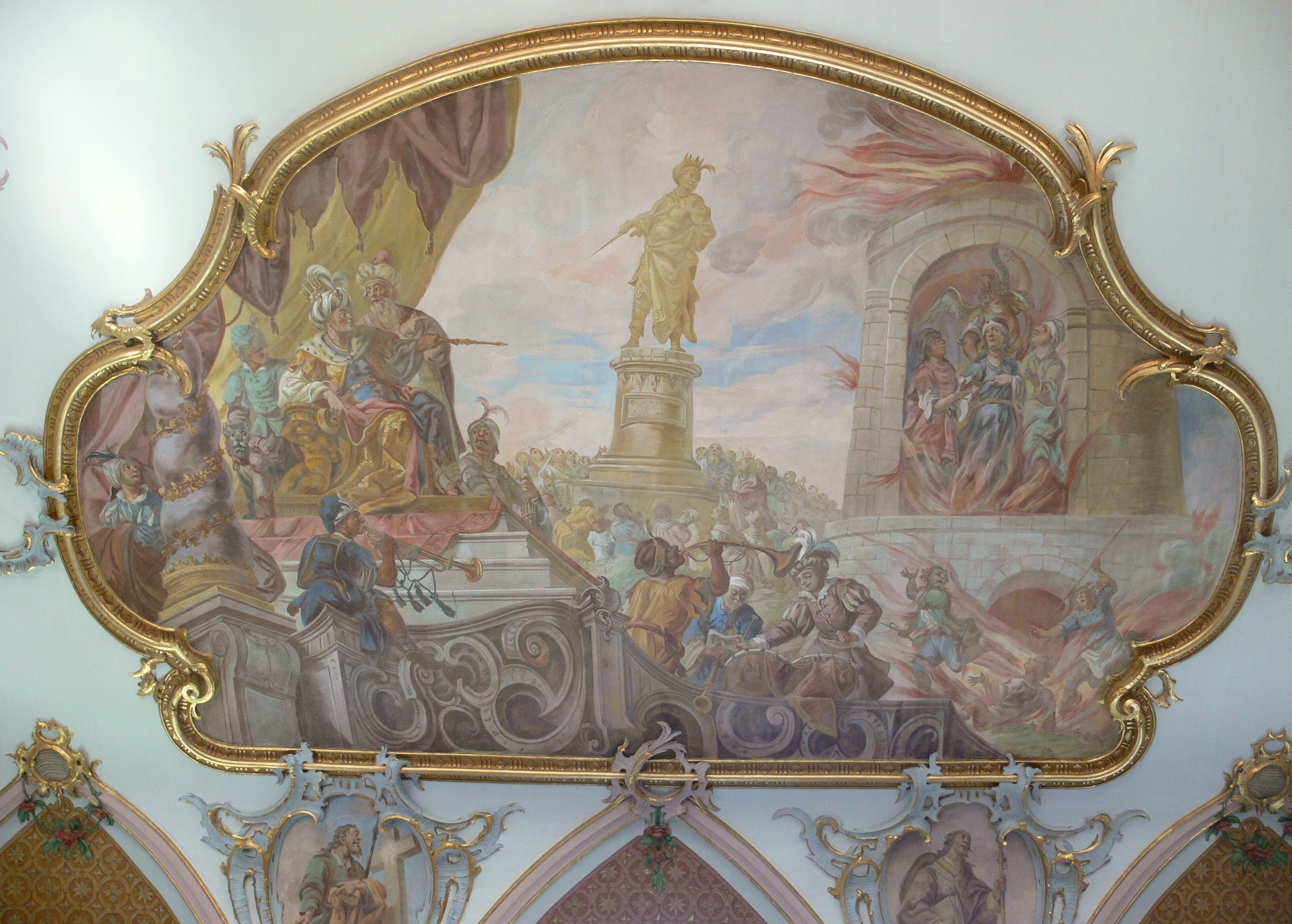
Fresc de Franz Joseph Hermann, s. XVIII (Wiggensbach, St Pankratius)